# ریو دل مار (کالیفرنیا)
ریو دل مار (به انگلیسی: Rio del Mar) یک منطقهٔ مسکونی در ایالات متحده آمریکا است که در شهرستان سانتا کروز، کالیفرنیا واقع شده‌است. ریو دل مار ۱۱٫۹۴۵ کیلومتر مربع مساحت و ۹٬۲۱۶ نفر جمعیت دارد و ۴۴ متر بالاتر از سطح دریا واقع شده‌است.